# 世界の決定的瞬間
『世界の決定的瞬間』（せかいのけっていてきしゅんかん）は、日本テレビ系列で不定期放送される世界各国で起こった事件・事故などのハプニング映像を紹介するバラエティ特番である。
初放送は土曜トップスペシャル内で、1984年5月26日に放送された。このときのタイトルは「カメラが捉えた！決定的瞬間」であった。
1986年には「ザ・ショックス ～世界の目撃者～」という表題で映画化（配給収入2.2億円）。その後ビデオシネマ（ビデオ販売専用映画）として続編が製作された。
1985年12月5日放送から木曜スペシャルに移動し、カメラが捉えた決定的瞬間part4～part9、番外編13作品
（カメラが捉えた決定的瞬間シリーズ番外編参照）を放送。
1990年代まではカークラッシュや凶悪事件などの衝撃映像を売り物としていたが、現在では放送基準が厳しくなり、人が死亡する映像はほとんど取り上げられていない。

## 番組タイトル
- 第1回（1984年5月26日）～第9回（1992年2月13日） : カメラが捉えた決定的瞬間 Part○
- 第？回（1998年2月7日）～第？回（2000年2月12日） : 世界の決定的瞬間！奇跡と感動の大救出（秘）最新版
- 第？回（2001年10月20日） : 世界の超決定的瞬間！こんな映像見たことない（秘）最新版1000カット
- 第？回（2002年2月9日） : 世界の超決定的瞬間！こんな映像見たことない（秘）最新版2000カット
- 第？回（2002年6月9日） : 特命！世界超危険映像（秘）リサーチ!!放送ギリギリ禁断映像今夜限り特別解禁スペシャル！生死分けた3000カット（『特命リサーチ200X-II』特別編として放送）
- 第？回（2003年1月5日） : 決定的瞬間まる見え！超ギリギリ（秘）禁断映像最新強力版3000カット
- 第？回（2003年6月21日） : 世界の超決定的瞬間！ギリギリ（秘）映像大放出最新強力版2000カット
- 第？回（2004年1月3日） : 決定的瞬間もろ見え！超ギリギリ（秘）禁断映像最新最強版5000カット
- 第？回（2004年12月30日）～第？回（2005年4月4日） : 世界の超決定的瞬間!!仰天（秘）禁断映像最強版地獄からの大救出スペシャル
- 第？回（2005年12月26日） : 世界の超決定的瞬間！絶体絶命!!死の淵から奇跡の生還スペシャル～ブラック・ジャックは確かに実在した
- 第？回（2006年1月9日） : 仰天!爆笑!カメラが見た決定的瞬間世界の衝撃映像
- 第？回（2007年1月8日）~第？回（2008年1月14日） : ハプニング続出！驚愕！爆笑！世界のスクープ映像
- 第16回（2007年3月21日）~第17回（2008年1月4日）：: 愛と勇気の（秘）実話映像世界の超決定的瞬間！！まさかの大事件SP
- 第18回（2008年4月14日）: 世界の超決定的瞬間!常識ヤブリ!の大事件愛と勇気の（秘）映像SP
- 第19回（2009年1月12日）: 愛と勇気の（秘）実話映像世界の超決定的瞬間！！まさかの大事件SP
- 第20回（2009年9月29日）: 愛と勇気の（秘）実話映像世界の超決定的瞬間！！まさかの大事件SP

### 「カメラが捉えた決定的瞬間」シリーズ
- Part1（1984年5月26日放送)
- Part2（1984年12月15日放送）
- Part3（1985年5月11日放送）
- Part4（1985年12月5日放送）
- Part5（1988年1月28日放送）
- Part6（1989年1月19日放送）
- Part7（1990年3月1日放送）
- Part8（1991年1月24日放送）
- Part9（1992年2月13日放送）

オープニング曲及びエンディング曲（Part1～Part9及びカメラが捉えた決定的瞬間スペシャル）
- オープニング ブルーサンダー (映画) River Chase/HIDE AND SEEK の冒頭、1分47秒。

- エンディング 大地震(映画) 大地震メインタイトル （日本テレビと出るテロップ部分の音楽は、別物）

### 映画・「ザ・ショックス～世界の目撃者～」
- 1986年6月14日より東宝東和系列映画館にて上映された
- 総指揮:早川恒夫、石川一彦
- 監督:内田健太郎
- プロデューサー:梅沢勝哉（企画兼）、黒田研三、柴田紀久
- 脚本:豊村剛
- 構成:二色ひとし、望田市郎
- 演出補：小杉善信
- 音楽:八木正生
- 効果：帆苅幸雄、柴崎憲治（東洋音響）
- 録音スタジオ：アオイスタジオ、音響ハウス
- ナレーション：熊倉一雄、矢島正明
- 製作：日本テレビ放送網/東和プロダクション
- 製作協力：テレキャスジャパン

### TV放送版「ザ・ショックス」シリーズ
- 金曜ロードショー「ザ・ショックス 世界の目撃者」（1988年5月27日放送）

同名映画、ビデオ「ザ・ショックスⅡ」の映像をミックス。映像及び、ナレーションの一部追加、差し替え、変更あり。
- 木曜スペシャル「ザ・ショックス パート2」（1989年4月20日放送）

ビデオ「ザ・ショックスⅣ」、ビデオ「ザ・ショックスⅡ」の映像をミックス。ナレーションのほとんどを差し替え。アラン・バンクスの事故死（1987年5月29日）の映像は、決定的瞬間パート5の流用（ちなみに、2度のスタントが行われたのは同じザントフォールト・サーキットだが、｢サーンドフォールト・サーキット｣、｢ザルトボルト｣と誤記されている）。
- 年末特番 「ザ・ショックス カメラが捉えた決定的瞬間」（1989年12月31日放送)

「カメラが捉えた決定的瞬間Part6」、「ザ・ショックス パート2」の映像をミックス。一部新規での映像を加えたものもある。ビデオ「ザ・ショックスⅣ」、「ザ・ショックス 悪魔の新世紀パート1 ザ・スーパー・クラッシュ」の一部流用もしている。
尚、ザ・エアクラッシュに登場する航空自衛隊浜松基地ブルーインパルスの墜落事故（1982年11月14日）と『奇跡の救出』の一部は、決定的瞬間Part5以前の映像を、ナレーション吹き替えしたものである。

### 「カメラが捉えた決定的瞬間」シリーズ・番外編
1988年～1993年に、下記の番外編を放送。  
- 「カメラが捉えた決定的瞬間・動物編」（1988年7月7日放送）
- 「激写・決定的瞬間スペシャル」     (1991年12月30日放送)
- 「カメラが捉えた決定的瞬間スペシャル その時カメラは見た！」  (1991年1月3日放送)
- 「激写・世界の事件簿-その決定的瞬間」 (パート1)1990年6月21日放送、(パート2)1992年1月16日放送、(パート3)1993年2月18日放送
- 「奇跡の救出-その決定的瞬間」(パート1)1990年9月13日放送、(パート2）1992年9月28日放送
- 「決定的瞬間・驚異のスーパーカメラアイ」1989年9月21日放送
- 「決定的瞬間スペシャル 最強版」1992年4月6日放送
- 「決定的瞬間・爆笑編パート1」 1991年6月13日放送
- 「決定的瞬間・爆笑編パート2」 1992年8月27日放送
- 「決定的瞬間・爆笑編正月編」  1993年1月3日放送

## 主なコーナー
カメラが捉えた決定的瞬間part1~part9及び決定的瞬間スペシャルまで。但し、「激写・世界の事件簿-その決定的瞬間」シリーズは除く。
- ザ・ショック
- 笑っちゃいます大賞
- ザ・フォーカス
- ザ・エアクラッシュ
- ザ・クラッシュ
- ザ・炎
- 生死の一瞬
- ザ・破壊
- 奇跡の救出 など

1998年世界の決定的瞬間タイトル以降～
- 犯罪の決定的瞬間・警察カメラ編
- 犯罪の決定的瞬間・防犯カメラ編
- 隠しカメラが捉えた犯罪の瞬間
- スポーツ事故決定的瞬間
- 仰天！珍事件簿
- 爆笑！ホームビデオ
- 世界の一発芸 など

## ナレーション

### 現在
2009年9月29日放送
- 杉本るみ
- 立木文彦
- 垂木勉
- 千葉繁
- 広中雅志

### 過去
- 当初～：矢島正明(Part6～part8、ザ・ショックス担当)、神谷明、梨羽侑里(制作当時の表記は、梨羽由記子)、瀬能礼子、中村友美 (司会者)、城達也(part9、決定的瞬間スペシャル及び、激写・世界の事件簿シリーズ担当)、福留功男、小早川正昭、清水千賀子、高岡健二、関口郷子(part9のみ)、島本須美(Part9、スペシャルも担当)、古舘伊知郎(part2のみ)

- 決定的瞬間・爆笑編：古谷徹、神谷明、富沢美智恵、藤田淑子、堀川りょう、松島みのり、上村典子、田中和実、TARAKO
- 金曜ロードショー「ザ・ショックス 世界の目撃者」：矢島正明、熊倉一雄、清水千賀子、神谷明、梨羽由記子、塚田きよみ
- 木曜スペシャル「ザ・ショックス パート2」及び、年末特番 「ザ・ショックス カメラが捉えた決定的瞬間」：矢島正明、神谷明、松島みのり
- 2005年4月4日放送：広中雅志、平野義和、立木文彦、水島裕、冨永みーな
- 2005年12月26日放送：槇大輔、掛川裕彦、小山力也、島本須美
- 2007年3月21日放送：広中雅志、千葉繁、垂木勉、奥田民義、水島裕、坂上みき、榊原良子
- 2008年1月4日放送：広中雅志、窪田等、垂木勉、屋良有作、水島裕、江森浩子、冨永みーな
- 2008年4月14日放送：広中雅志、窪田等、垂木勉、江森浩子、坂上みき、槇大輔、栗田貫一、小林清志、濱田マリ、田中真弓、矢島学（日テレアナウンサー）、パンツェッタ・ジローラモ
- 2009年1月12日放送：広中雅志、立木文彦、千葉繁、江森浩子、坂上みき、水島裕

## スタッフ

### 現在
- 企画・監修：吉川圭三（2009年1月12日から企画・監修、2005年～2007年3月21日までがCP）
- 構成：豊村剛／池田一之、吉橋広宣、ヒロハラノブヒコ、石井裕之
- リサーチ：NTVIC、佐藤久美子（アガサス）、森雅史
- ノンリニア編集：荻野崇・坂井知美（ZENITH）
- リニア編集：馬場泰彦・椎名友教（ZENITH）
- MA：中田壮広・渡辺貴代司（CRAZY TV）
- CG：グレートインターナショナル
- 音効：村上義行、佐藤充（当初～2005年4月4日、2007年3月21日、2008年1月4日～）
- TK：池田佳寿子
- デスク：高桑繭子
- 海外プロデューサー：岩谷友美
- アシスタントディレクター：小松知朗（ZENITH）
- アシスタントプロデューサー：國谷茉莉（日本テレビ）、大野敦子
- ディレクター：松山和久（SFINX）、川名良和（LOGIC）、李英叔（ZENITH）、野木啓二、遠山広（Boom Up）、山本健太郎（ZODIAC）
- 演出：小江翼（日本テレビ）
- プロデューサー：植松保弘（SFINX、2005年12月26日～）、河村健一郎（ZENITH、2008年1月4日～4月14日まで制作コーディネーター、2007年3月21日はAP）
- チーフプロデューサー：中村英明（日本テレビ、2009年1月12日からCP、2007年3月21日～2008年4月14日までP）
- 制作協力：SFINX,inc.、ZENITH（2008年1月4日～）
- 製作著作：日本テレビ

### 過去のスタッフ
- 企画・プロデューサー：梅沢勝哉（日本テレビ）
- チーフプロデューサー：高橋靖二（日本テレビ）、安岡喜郎（日本テレビ、2001年～2005年4月4日、2008年1月4日）
- プロデューサー：松本京子（日本テレビ、2004年～2005年12月26日）／柴田紀久（SFINX、当初～2008年4月14日）
- 総合演出：財津功（2004年～2005年12月26日まで）
- 演出：古山晃（Sp!ce Factory、2001年～2005年4月4日）
- ディレクター：諏訪陽介、中野行男、榊知三、吉田雅司、小野恭裕、川本良樹、中井康二、木曽守、鈴木博久、宮森英生、松浦健太郎、李英叔
- アシスタントディレクター：遠藤剛、中間拓郎・堀内智・岸洋貴（ZENITH）、宮田敦広、今井洋貴、野村希代香
- 構成：舘川範雄（当初～2005年4月4日）、島津秀泰（2007年3月21日）
- スーパーバイザー：岸田裕之（モスキート、2001年～2005年4月4日）
- 海外コーディネーター：OFFICE KEI Inc.
- ノンリニア編集：柳生俊一（2002年～2005年4月4日）
- VTR編集：清水良浩（麻布プラザ、2003年～2007年3月21日）、坂野貴之（オムニバス・ジャパン、2008年1月4日）
- MA：長谷川真哉（麻布プラザ、2003年～2007年3月21日）、清水貴浩（オムニバス・ジャパン、2008年1月4日）
- CG：神谷渉（Sp!ce Factory）
- 音効：室加徳彦・黒澤隆昌（佳夢音、2005年4月4日）
- 制作協力：モスキート（2001年～2005年4月4日まで）、Sp!ce Factory（2001年～2005年4月4日まで）

## ビデオ

### 「ザ・ショックス ～世界の目撃者～」
1986年9月21日発売。メディアは、VHS、ベータ、LD。
同名映画のビデオ版。劇場公開時とは異なり下記の映像が割愛され、ファンボロー着陸失敗（1984年9月4日）、セルゲイ・サルバシビリの飛び込み死亡事故（1983年7月16日）の映像が追加される。
省略された映像の一覧
- 1985年9月10日　山海塾シアトル公演中転落死
- 1982年7月23日　映画『トワイライトゾーン』撮影現場でのヴィック・モローの死亡事故　(尚、ザ・ショックス4には、劇場公開時の新規シーンをカットし収録)
- 1985年9月9日　 NBCバンコク支局長ニール・デービス取材中、死す (ザ・ショックス4に収録)
- 1985年5月11日　イギリス・ブラッドフォード・サッカー場火災（英語版）　(ザ・ショックス4に収録　金曜ロードショーでのテレビ放送時は放映)
- ? 年　?  日　車同士の衝突スタントシーン(ナレーションが違う為。ザ・ショックス2に収録)
- ? 年　?  日　人を乗せたままの爆破脱出スタントシーン(ナレーションが違う為。ザ・ショックス4に収録)

スタッフは、映画・『ザ・ショックス～世界の目撃者』を参照。

### 「ザ・ショックス2 ～20世紀の憂鬱～」
1987年9月21日発売。メディアは、VHS、ベータ、LD。
カメラが捉えた決定的瞬間part1~part4及び、TV未放送シーンを追加したもの。本作品以後の続編はビデオシネマとして製作・発刊された。
現在では、放送できない貴重なシーンが収録されている。
- スタッフ
  - 企画：梅沢勝哉
  - プロデューサー・演出：柴田紀久
  - 構成：藤堂平助
  - 編集：榊知三
  - アシスタントディレクター：古賀俊輔
  - 制作進行：渡辺昇
  - 効果：今井敏夫
  - 企画協力：日本テレビ放送網株式会社・東和プロダクション
  - 制作：テレキャスジャパン
  - ナレーター：矢島正明、瀬能礼子、神谷明、梨羽由紀子、中村友美

### 「ザ・ショックス3 ～アメリカの憂鬱～」
198?発売。メディアは、VHS、ベータのみ。
「This is America」及び、「This is America Part2」を編集したもの。
決定的瞬間のようなシーンは、殆ど無い。
- スタッフ
  - テーマ曲:八木正生
  - 日本語版制作:株式会社バップ
  - プロデューサー:ROMANO VANDERBES
  - 企画協力:日本テレビ放送網株式会社・東和プロダクション
  - ナレーター:田中信夫、黒木香

### 「ザ・ショックス4 ～禁断の最終章～」
1988年9月21日発売。メディアは、VHS、ベータ、LD。
カメラが捉えた決定的瞬間part1~part5及び、TV未放送シーンを追加したもの。
同名映画、ザ・ショックスIIよりは、衝撃度は薄い。後のTV版では、殆どが流用されている。
ビデオ版の発生日時のテロップは灰色だが、TV版はブルーに変わっている。
- スタッフ
  - 企画:梅沢勝哉
  - プロデューサー・演出:柴田紀久
  - 構成:藤堂平助、吉本俊二
  - 制作進行:渡辺昇
  - 効果:片野正美
  - 制作:SFINX,inc.
  - 企画協力:日本テレビ放送網株式会社・東和プロダクション
  - ナレーター:矢島正明、瀬能礼子、難波圭一、梨羽由記子

### 「ザ・ショックス 悪魔の新世紀パート1 ザ・スーパー・クラッシュ」
1989年8月発売。VHSのみ。
カメラが捉えた決定的瞬間part1~part6及び、新規に映像を追加。
カークラッシュ、エアクラッシュ、ラリー事故、レース事故、ビル破壊他を収録。
- スタッフ
  - 企画:梅沢勝哉
  - プロデューサー・演出:柴田紀久
  - 制作:スフィンクス
  - 音楽：八木正生
  - 企画協力:日本テレビ放送網株式会社・東和プロダクション
  - ナレーター:矢島正明、瀬能礼子、神谷明、梨羽由記子

### 「ザ・ショックス 悪魔の新世紀パート2 ザッツ・ハプニング」
1989年10月5日発売。VHSのみ。
カメラが捉えた決定的瞬間part1~part6の中から、お笑いハプニング、犯人乱射等の映像を編集。
笑いあり、ズッコケあり、こけら落としでのハプニング、バスジャック等の一部ショックシーンが後半にある。
ペルシャ湾ホルムズ海峡でのアメリカ艦隊による、イラン航空旅客機撃墜事件は衝撃的である。
詳細は「イラン航空655便撃墜事件」を参照。
- スタッフ
  - 企画:梅沢勝哉
  - プロデューサー・演出:柴田紀久
  - 制作:スフィンクス
  - 音楽：八木正生
  - 企画協力:日本テレビ放送網株式会社・東和プロダクション
  - ナレーター:矢島正明、瀬能礼子、神谷明、梨羽由記子

### 「ザ・ショックス 悪魔の新世紀パート3 ザ・スポーツ・スペクタクル」
1990年6月5日発売。VHSのみ。
カメラが捉えた決定的瞬間part1~part6の中から、スポーツシーンだけを編集。
スキー転倒シーン、スポーツ乱闘、KOシーン、水上ボート事故シーンなどを収録。
- スタッフ
  - 企画:梅沢勝哉
  - プロデューサー・演出:柴田紀久
  - 制作:スフィンクス
  - 音楽：八木正生
  - 企画協力:日本テレビ放送網株式会社・東和プロダクション
  - ナレーター:矢島正明、瀬能礼子、神谷明、梨羽由記子

### 「ザ・ショックス 悪魔の新世紀パート4 ザ・ワイルド・パニック」
1990年7月5日発売。VHSのみ。
カメラが捉えた決定的瞬間動物編を再編集し、新規に映像を追加。
動物ほのぼの編、ハプニング、救出、事故シーンなどがある。
- スタッフ
  - 企画:梅沢勝哉
  - プロデューサー・演出:柴田紀久
  - 制作:スフィンクス
  - 音楽：八木正生
  - 企画協力:日本テレビ放送網株式会社・東和プロダクション
  - ナレーター:矢島正明、瀬能礼子、神谷明、梨羽由記子